# Stéphen Boyer
Stéphen Boyer (n. 10 aprilie 1996, Saint-Denis⁠(d), Île-de-France, Franța) este un voleibalist ce a reprezentat Franța, medaliat olimpic. A participat la o ediție a Jocurilor Olimpice (2020) în care a câștigat o medalie de aur.

## Participări
Lista de mai jos prezintă principalele competiții la care a participat Stéphen Boyer de-a lungul carierei.
- Volei la Jocurile Olimpice de vară din 2020 - masculin[3]